# 17. marec
17. marec je 76. dan leta (77. v prestopnih letih) v gregorijanskem koledarju. Ostaja še 289 dni
(viklipedija)

## Dogodki
- 624 – v bitki pri Badru Mohamedove enote dosežejo prvo pomembnejšo zmago
- 1041 – Bitka pri reki Olivent: prva od kar nekaj uspešnih bitk, v kateri so Normani odločujoče porazili Bizantince in se polastili bizantinskih ozemelj v južni Italiji
- 1805 – Italijanska republika postane Kraljevina Italija z Napoleonom kot prvim kraljem
- 1818 – José de San Martín in Bernardo O'Higgins zasedeta Santiago de Chile
- 1848 – ustanovljena narodna garda v Ljubljani
- 1891 – vzpostavljena telefonska zveza med Parizom in Londonom
- 1926 – Brazilija, Poljska in Španija preprečijo včlanitev Nemčije v Društvo narodov
- 1942 – pričetek operacije Reinhard, med katero nacisti pobijejo skoraj vse poljske Jude
- 1965 – v Ljubljani se prične 5. kongres Zveze komunistov Slovenije
- 2004 – v nemirih kosovski Albanci uničijo več pravoslavnih cerkva in samostanov
- 2011 – varnostni svet Združenih narodov sprejme resolucijo o prepovedi poletov nad Libijo

## Rojstva
- 1103 – Yue Fei, kitajski general († 1142)
- 1231 – cesar Šidžo, 87. japonski cesar († 1242)
- 1712 – Jožef Straub, slovenski kipar († 1756)
- 1733 – Carsten Niebuhr, nemški popotnik († 1815)
- 1751 – Anders Dahl, švedski botanik († 1789)
- 1811 – Karl Ferdinand Gutzkow, nemški pisatelj († 1878)
- 1820 – Jean Ingelow, angleška pisateljica, pesnica († 1897)
- 1834 – Gottlieb Wilhelm Daimler, nemški izumitelj († 1900)
- 1881 – Walter Rudolf Hess, švicarski fiziolog, nobelovec 1949 († 1973)
- 1917 – Marija Breznik, zastopnica slepih in slabovidnih († 1979)
- 1919 – Nathaniel Adams Coles - Nat King Cole, ameriški jazzovski glasbenik († 1965)
- 1930 – James Benson Irwin, ameriški astronavt († 1991)
- 1938 – Rudolf Hametovič Nurejev, ruski plesalec, koreograf tatarskega rodu († 1993)
- 1939 – Robin Knox-Johnston, angleški pomorščak
- 1951 – Kurt Vogel Russell, ameriški filmski igralec
- 1955 – Gary Sinise, ameriški filmski igralec
- 1974 – Jože Podgoršek, slovenski agrarni ekonom in politik

## Smrti
- 180 – Mark Avrelij, rimski cesar (* 121)
- 1040 – Harold I., angleški kralj (* 1015)
- 1181 – Henrik I., grof Šampanje (* 1127)
- 1266 – Peter iz Montereauja, francoski arhitekt (* 1200)
- 1270 – FIlip Montforški, baron Tira v križarskem Zamorju
- 1272 – cesar Go-Saga, 88. japonski cesar (* 1220)
- 1361 – An-Nasir al-Hasan, mameluški egiptovski sultan (* 1334)
- 1391 – Uljana Tverska, velika litovska kneginja (* 1325)
- 1406 – Ibn Haldun, arabski zgodovinar, ekonomist, sociolog (* 1332)
- 1505 – Krištof Korvin, ogrski princ (*  1499)
- 1591 – Jost Amman, švicarsko-nemški slikar, grafik (* 1539)
- 1782 – Daniel Bernoulli I., švicarski matematik, fizik (* 1700)
- 1846 – Friedrich Wilhelm Bessel, nemški astronom, matematik (* 1784)
- 1853 – Christian Andreas Doppler, avstrijski matematik, fizik (* 1803)
- 1860 – Anna Brownell Jameson, angleška pisateljica (* 1794)
- 1917 – Franz Clemens Brentano, nemški psiholog in filozof (* 1838)
- 1921 – Nikolaj Jegorovič Žukovski, ruski matematik, fizik (*1847)
- 1926 – Aleksej Aleksejevič Brusilov, ruski general (* 1853)
- 1956 – Irène Joliot-Curie, francoska fizičarka, nobelovka 1935 (* 1897)
- 1976 – Luchino Visconti, italijanski filmski režiser (* 1906)
- 2005 – George Frost Kennan, ameriški diplomat (* 1904)
- 2007 – John Backus, ameriški računalničar (* 1924)

## Prazniki in obredi
- Irska – dan sv. Patrika